# Vitaliy Samoshko
Vitaly Samoshko, (en ukrainien : Віталій Самошко, né le 13 juillet 1973 à Kharkiv, en Ukraine, est un pianiste qui vit et travaille en Belgique.

## Biographie
Vitaly Samoshko est élève auprès de Leonid Margarius au Conservatoire de Kharkov, et suivra son professeur à Imola.
Il remporte de nombreux prix internationaux dont le plus prestigieux en 1999 : le 1er prix du Concours musical international Reine Élisabeth de Belgique à Bruxelles.
Il se produit tant au niveau national belge qu'au niveau international comme la Tonhalle de Zürich, le Théâtre du Châtelet à Paris, le Metropolitan Museum of Art à New York, le Concertgebouw d'Amsterdam, la Beethovenhalle à Bonn, les Kyoto Concert Hall et Okayama Symphony Hall au Japon, le conservatoire de Milan, le Palais des Beaux-Arts de Bruxelles, le Singel d'Anvers et la Salle philharmonique de Liège, ainsi que de nombreuses autres salles en Belgique, au Luxembourg et aux Pays-Bas.
Il enseigne au Conservatoire de Gand.